# FreeCAD
FreeCAD — параметрическая САПР общего назначения с открытым исходным кодом (на базе лицензии LGPLv2+). Основой геометрического моделирования твёрдых тел в FreeCAD является принцип граничного представления, в то же время имеется поддержка полигональных сеток. Геометрическим ядром FreeCAD является OpenCASCADE. Кроме задач машиностроения, FreeCAD может использоваться для таких задач, как архитектурное проектирование, или инженерный анализ методом конечных элементов. Пользователи могут расширить функциональность программного обеспечения с помощью языка программирования Python.

## Общие положения
В среде специалистов ряда отраслей известна проблема создания полноценной САПР с открытым исходным кодом, и хотя FreeCAD на момент создания данной статьи ещё не является кандидатом на такую «полноценность», этот продукт может рассматриваться как одна из попыток создания базы для решения этой задачи. Разработчик FreeCAD - Юрген Ригель, сотрудник корпорации Mercedes-Benz Group, ведущий разработчик программного обеспечения для трёхмерной реконструкции поверхностей. Автор позиционирует свою программу как первый бесплатный инструмент проектирования механики (сравнивая свой продукт с такими развитыми закрытыми системами как CATIA версий 4 и 5, SolidWorks), созданный на основе библиотеки Open CASCADE. Цель программы — предоставить базовый инструментарий этой библиотеки в интерактивном режиме.

## Модульность FreeCAD
Модульность FreeCAD — это особенность данной, и некоторых других программ, выражающаяся в том, что для определенной задачи предназначена отдельная часть программы, довольно обособленная от остальных частей — это делает программу понятной и простой в использовании, делает возможным её применение во многих сферах деятельности.
Пример модульности программы — некоторые модули, реализованные в программе (полный список модулей находится на собственном сайте этой программы):
- Модуль Рисование позволяет проецировать трёхмерную модель на чертёжный лист.
- Модуль Рендеринг может экспортировать 3D объекты для рендеринга во внешние программы.
- Модуль Архитектура позволяет работать с BIM (информационная модель здания), совместимой с форматом IFC.
- Модуль МКЭ обеспечивает набор инструментов для выполнения прочностного анализа модели по методу конечных элементов.